# F4 Thailand
F4 Thailand: Boys Over Flower (in thailandese F4 Thailand : หัวใจรักสี่ดวงดาว BOYS OVER FLOWERS, Hua Jai Ruk See Duang Dao) è una serie televisiva thailandese, interpretata da Tontawan Tantivejakul (Tu), Vachirawit Chivaaree (Bright), Jirawat Sutivanichsak (Dew), Metawin Opas-iamkajorn (Win) and Hirunkit Changkham (Nani). La serie è un adattamento dello Shōjo manga giapponese Hanayori Dango di Yōko Kamio.
Diretta da Patha Thongpan (O) e prodotta da GMMTV in collaborazione con Parbdee Taweesuk. Il cast è stato confermato a settembre 2020 con una clip uscito il 6 ottobre dello stesso anno e un mock trailer uscito invece il 3 dicembre 2020. La serie andava in onda su GMMTV25 ogni sabato alle 20.30 (8:30 pm) ICT, dal 18 dicembre 2021 al 9 aprile 2022. È la versione thailandese del franchise, dopo la versione taiwanese, giapponese, sudcoreana e cinese. La serie è inoltre disponibile internazionalmente sul canale youtube ufficiale della GMMTV e sulla piattaforma di streaming Viu.

## Trama
Gorya è una ragazza delle scuole superiori. Lavora part-time come commessa da un fiorario insieme alla sua migliore amica Kaning, per aiutare economicamente la sua famiglia. La sua vita sembra andare avanti in modo tranquillo finché non ottiene una borsa di studio per entrare alla Kocher High School, un prestigioso liceo privato estremamente costoso nel quale studiano i figli delle famiglie più ricche e potenti della Thailandia. 
In questa scuola, Thyme, Ren, Kavin e MJ, formano un gruppo chiamato F4 (acronimo per Flower Four) e vengono considerati i ragazzi più belli e ammirati di tutta la scuola, nonostante si tratti di un gruppo di bulli che spingono gli altri studenti del liceo a bullizzare pubblicamente i loro compagni, fino a portarli ad abbandonare la scuola. I ragazzi presi di mira dagli F4, ricevono un "cartellino rosso", che segnala l'inizio di atti di bullismo contro il malcapitato. 
Gorya è l'unica che resiste al bullismo perpetrato nella scuola, lasciando sconcertato soprattutto Thyme, il leader degli F4. Thyme, infastidito ma allo stesso affascinato dal coraggio di Gorya, gradualmente se ne innamora, ma lei non si dimostra interessata a causa della prima impressione che si era fatta del ragazzo innamorandosi di Ren, il migliore amico di Thyme, che a sua volta è innamorato di un'altra ragazza, Mira, una sua amica d'infanzia. Nel continuo caos della scuola, Gorya finisce sviluppare dei sentimenti per Thyme, grazie anche alla sua inaspettata generosità e gentilezza che inizia a dimostrare non solo con lei ma anche con la sua famiglia, impegnandosi a cambiare radicalmente il suo carattere violento e arrogante. 
Gorya e gli F4 vivono una serie di esperienze formative tipiche del periodo della tarda adolescenza e le difficoltà di entrare nell'età adulta, incontrando ostacoli, fraintendimenti, tradimenti, momenti di felicità e tristezza e soprattutto l'importanza e la forza dell'amore. 
Quando Thyme confessa il suo amore per Gorya, i due ragazzi si trovano ad affrontare la madre di Thyme, Rosalyn, contraria alla relazione tra i due ragazzi a causa della bassa estrazione sociale di Gorya. Rosalyn cercherà di allontanare i due ragazzi con ogni mezzo possibile, che però grazie agli altri membri degli F4, riescono a farli stare insieme nonostante tutto.

## Cast

### Personaggi principali
Sotto i nomi degli interpreti della serie:
- Tontawan Tantivejakul (Tu) è Gorya Thithara Jundee

È la protagonista della serie. È una ragazza coraggiosa, gentile e testarda. Viene ammessa in un liceo privato molto prestigioso. Lavora part-time in un fioraio con la sua migliore amica Kening. Diventa la prima persona che si oppone al bullismo presente nella scuola. Dopo aver aggredito Thyme per difendere Hana, riceve il "Cartellino Rosso". Inizialmente si innamora di Ren, ma inizia a sviluppare dei sentimenti per Thyme
- Vachirawit Chivaaree (Bright) è Thyme Akira Paramaanantra

È il protagonista maschile della serie. È un ragazzo arrogante, infantile ed irrascibile, leader degli F4, ma che dimostra in realtà di avere un carattere dolce e generoso. La sua famiglia è una delle più ricche della Thailandia. Rimane affascinato dal coraggio dimostrato da Gorya quando la ragazza resiste alle angherie perpetrate dagli F4, finendo per innamorarse e cercando di cambiare il suo carattere arrogante.
- Jirawat Sutivanichsak (Dew) è Ren Renrawin Aira

È un ragazzo introspettivo e malinconico. Anche lui proviene da una famiglia molto ricca. Ren vuole molto bene a Thyme e i due si considerano migliori amici. È innamorato della sua migliore amica dell'infanzia Mira. Nonostante inizialmente si dimostri piuttosto indifferente ai sentimenti di Gorya per lui, finisce per innamorarsene a sua volta.
- Metawin Opas-iamkajorn (Win) è Kavin Taemiyaklin Kittiyangkul

È l'affascinante playboy del gruppo degli F4. Nonostante abbia un passato irrisolto con il suo primo amore, Mona, inizia a dimostrare interesse per la migliore amica di Gorya, Kaning.
- Hirunkit Changkham (Nani) è MJ Methas Jarustiwa

È il ragazzo più spensierato ed allegro degli F4, fa molte battute ed ha una incredibile memoria. Come Kavin, è un playboy. 

### Personaggi secondari
- Chanikan Tangkabodee (Prim) è Kaning Kanittha Na Bangpleang. È la migliore amica di Gorya.
- Cindy Bishop è Roselyn Paramaanantra. È la madre di Thyme
- Maria Poonlertlarp è Tia Aiyawarin Paramaanantra. È la sorella maggiore di Thyme.
- Yongwaree Anilbol (Fah) è Mira Renita Asavarattanakul. È il primo amore di Ren.
- Niti Chaichitathorn (Pompam) è Gawao. È il capo di Gorya e Kaning al negozio di fiori.
- Wachara Pan-iem (Jeab) è Sanchai Jundee. È il padre di Gorya.
- Mayurin Pongpudpunth (Kik) è Busaba Jundee. È la madre di Gorya.
- Nattawat Jirochtikul (Fourth) è Glakao Jundee. È il fratello minore di Gorya.
- Wanwimol Jaenasavamethee (June) è Hana Vidalha Malakarn. È una amica di scuola di Gorya.
- Pansa Vosbein (Milk) è Lita Lalita Empicca. È la fidanzata di Thyme.
- Pisamai Wilaisak (Mee) è Yupin. È la capo cameriera della villa di Thyme.

### Altri personaggi
- Kanaphan Puitrakul (First) è Phupha Komolpetch. (Ep. 1, 6, 11)
- Luke Ishikawa Plowden è Dominique Shun. (Ep. 6)
- Chanagun Arpornsutinan (Gunsmile) è Tesla. (Ep. 6-7)
- Kay Lertsittichai è Talay Mahasamut Komolpetch. (Ep. 8-11)
- Neen Suwanamas è Mona. (Ep. 12-13)

## Colonna sonora
| Titolo                             | Eseguita da | Note   |
| ---------------------------------- | --- | ------ |
| Who am I Ost                       | Vachirawit Chivaaree (Bright), Jirawat Sutivanichsak (Dew), Metawin Opas-iamkajorn (Win) e Hirunkit Changkham (Nani) | [ 4 ]  |
| Shooting Star                      | Vachirawit Chivaaree (Bright), Jirawat Sutivanichsak (Dew), Metawin Opas-iamkajorn (Win) e Hirunkit Changkham (Nani) | [ 5 ]  |
| In the Wind                        | Jirawat Sutivanichsak (Dew)                                                                                          | [ 6 ]  |
| โลกของฉันคือเธอ (You Mean the World) | Gawin Caskey (Fluke)                                                                                                 | [ 7 ]  |
| One Last Cry                       | Violette Wautier | [ 8 ]  |
| Nighttime                          | Vachirawit Chivaaree (Bright)                                                                                        | [ 9 ]  |
| Best life                          | Hirunkit Changkham (Nani)                                                                                            | [ 10 ] |
| แสงที่ปลายฟ้า (Silhouette)            | Metawin Opas-iamkajorn (Win)                                                                                         | [ 11 ] |

## Produzione
La produzione della serie è durata due anni. La serie è stata annunciata il 15 ottobre 2019 durante l'evento GMMTV's "New & Next, molti fan del franchise hanno iniziato a dibattere sul web su chi avrebbe dovuto interpretare i personaggi principali.
Il 16 settembre 2020, dopo poco meno di un anno dall'annuncio, la GMMTV ha rivelato i membri del cast. Vachirawit Chivaaree e Metawin Opas-iamkajorn, che nel corso del 2020 diventarono famosi a livello internazionale grazie al Boy's Love 2gether: The Series, che avrebbero interpretato due degli F4, insieme a Tu Tontawan Tantivejakul, Nani Hirunkit Changkham and Dew Jirawat Sutivanisak, aggiungendo che la messa in onda prevista era per il 2021. 
Un primo trailer è stato girato a novembre 2020 e pubblicato 3 dicembre dello stesso anno durante l'evento promosso dalla GMMTV The New Decade Begins. Le riprese sono iniziate all'inizio del 2021, subendo numerosi ritardi dovuti alla pandemia da COVID-19 in Thailandia. Le riprese sono finite ufficialmente il 14 febbraio 2022.